# Torshammarsbacken
Der Treudd von Torshammarsbacken (auch Torshammarbacken) ist eine der größten Steinsetzungen in Mittelschweden. Der sternförmige, dreiarmige Treudd mit einer konkaven Seitenlänge von 20 Metern stammt aus der Eisenzeit. 

## Beschreibung
Der Treudd von Torshammersbacken liegt auf einer Anhöhe hinter einer Scheune auf einer Waldlichtung in Torsborg (Danaborg) westlich von Stora Mellösa auf dem Gemeindegebiet von Örebro. Die Randsteine sind 0,5 bis 1,0 Meter hoch. An den drei Spitzen standen einst Menhire, von denen nur noch einer aufrecht steht. Ein nur wenig kleinerer Treudd liegt nordöstlich des großen.
Beim Treudd handelt es sich meist um ein von Randsteinen gefasstes, gegenüber dem Umfeld etwas erhöhtes Steinpflaster aus etwa kopfgroßen Rollsteinen. Die drei schmalen äußeren Enden sind mitunter mittels großer Blöcke markiert. Obwohl einige Treudds Gräber enthalten, sind sie oft leer, was darauf hindeutet, dass sie eine andersartige kultische Bedeutung hatten. Einige haben Steinblöcke im Zentrum. 
Denselben Namen trägt ein Runenstein bei Rödhall in Uppland.